# Stormossen (sumpmark i Finland, Nyland, lat 60,07, long 24,42)
Stormossen är en sumpmark i Finland. Den ligger i Kyrkslätt i landskapet Nyland, i den södra delen av landet, 30 km väster om huvudstaden Helsingfors.